# متیو والز
متیو والز (انگلیسی: Matthew Walls؛ زادهٔ ۲۰ آوریل ۱۹۹۸) دوچرخه‌سوار اهل بریتانیا است.
از باشگاه‌هایی که در آن بازی کرده‌است می‌توان به کنندیل–دراپاک و بورا–هانسگروهه اشاره کرد.
وی در مسابقات کشوری و بین‌المللی در مجموع برندهٔ ۱۲ مدال طلا، ۱ مدال نقره، ۲ مدال برنز شده‌است.